# Gourfaleur
Gourfaleur är en kommun i departementet Manche i regionen Normandie i norra Frankrike. Kommunen ligger i kantonen Canisy som tillhör arrondissementet Saint-Lô. År 2018 hade Gourfaleur 459 invånare.

## Befolkningsutveckling
Antalet invånare i kommunen Gourfaleur
| Referens: INSEE |